# Cariblatta hylaea
Cariblatta hylaea är en kackerlacksart som beskrevs av Rehn, J. A. G. 1945. Cariblatta hylaea ingår i släktet Cariblatta och familjen småkackerlackor. Inga underarter finns listade.